# Le Bosc (Ariège)
Le Bosc is een gemeente in het Franse departement Ariège (regio Occitanie) en telt 110 inwoners (2009). De plaats maakt deel uit van het arrondissement Foix.

## Geografie
De oppervlakte van Le Bosc bedraagt 28,8 km², de bevolkingsdichtheid is dus 3,8 inwoners per km².
De onderstaande kaart toont de ligging van Le Bosc (Ariège) met de belangrijkste infrastructuur en aangrenzende gemeenten.

## Demografie
Onderstaande figuur toont het verloop van het inwonertal (bron: INSEE-tellingen).

Vanwege een beveiligingsprobleem met de MediaWiki Graph-software is het momenteel niet mogelijk deze grafiek weer te geven. Zodra de software is bijgewerkt zal de grafiek vanzelf weer zichtbaar worden.